# 59232 Sfiligoi
59232 Sfiligoi este un asteroid din centura principală de asteroizi.

## Descriere
59232 Sfiligoi este un asteroid din centura principală de asteroizi. A fost descoperit pe 6 februarie 1999 la observatorul astronomic din Farra d'Isonzo. Asteroidul prezintă o orbită caracterizată de o semiaxă mare de 2,42 ua, o excentricitate de 0,20 și o înclinație de 10,0° în raport cu ecliptica.